# Botica del pueblo
La botica del pueblo es un libro escrito por el hondureño Francisco Cruz Castro y que trata sobre la flora medicinal de Honduras. La versión original prácticamente ha desaparecido, pero aún se conservan algunos ejemplares de la cuarta edición editada en Madrid (España) en 1901, por uno de sus descendientes, Julián Cruz.
La Botica del Pueblo explica la manera de administrar los medicamentos comunes, de practicar las operaciones más usuales en la medicina doméstica y ofrece una colección de útiles recetas para las enfermedades más conocidas y frecuentes en la América Central.
Su autor, Don Francisco Cruz Castro, fue presidente interino de la república de Honduras a mediados del siglo XIX. Nació en Santa Ana (El Salvador), el 4 de octubre de 1820, habiendo fallecido en la ciudad de La Esperanza, Intibucá, el 20 de mayo de 1895, a la edad de 75 años.
El libro es una obra muy valiosa en materia medicinal casera y un documento importante de los orígenes de la medicina en Honduras.
La cuarta edición fue impresa en San Pedro Sula (Honduras), por la Editorial Coello.
Su importancia trasciendo lo meramente medicinal: en 1895, Alberto de Jesús Membreño publicó el primer Diccionario hondureño con el título de Hondureñismos. Vocabulario de los provincialismos de Honduras, nutrido con gran parte de los vocablos y expresiones recogidos en La botica del pueblo.